# Butidae
Butidae é uma família de gobies dormentes na ordem Gobiiformes . A família foi anteriormente classificada como uma subfamília dos Eleotridae, mas a 5ª edição de Fishes of the World a classifica como uma família por direito próprio. Análises filogenéticas moleculares demonstraram que os Butidae são um clado irmão do clado que contém as famílias Gobiidae e Gobionellidae e que o Eleotridae é um irmão desses dois clados. Isso significa que os Eloetridae como anteriormente classificados eram parafiléticos e que suas subfamílias deveriam ser elevadas ao status de famílias.
As espécies dos Butidae são amplamente restritas às águas tropicais e subtropicais da África, Ásia, Austrália e Oceania. Eles são especialmente diversos na Nova Guiné, Austrália e Nova Zelândia, onde podem ser componentes importantes de ecossistemas de água salobra e doce. Eles são principalmente espécies bastante pequenas, mas o goby marmoreado ( Oxyeleotris marmorata ) é uma espécie de água doce de Buitdae do Sudeste Asiático que pode crescer até 65 cm (25.6 in) comprimento e é um peixe importante alimento.

## Gêneros
Os seguintes gêneros são classificados dentro da família Butidae:
- Bostrychus Lacépède, 1801
- Butis Bleeker, 1856
- Incara Visweswara Rao, 1971
- Kribia Herre, 1946
- Odonteleotris Gill, 1863
- Ophiocara Gill, 1863
- Oxyeleotris Bleeker, 1874
- Parviparma Herre, 1927
- Pogoneleotris Bleeker, 1875
- Prionobutis Bleeker, 1874